# Тереклашка
Тереклашка (баш. Тирəкле) — река в России, протекает по Мелеузовскому району Башкортостана. Левый приток Белой.
Длина реки 12 км. Исток в 2,5 км к северу от деревни Старая Казанковка. Общее направление течения — северо-восточное. Протекает через деревню Терекла (в среднем течении) и впадает в Белую по левому берегу у южного (верхнего) края деревни Климовка (820 км от устья).
В низовьях реку пересекают автодорога Р-240 «Уфа — Оренбург» и железная дорога Уфа — Оренбург. Рядом с автодорогой на левом берегу реки на постаменте возвышается скульптура коровы (скульптура установлена летом 2014 года вместо старого трактора).

## Данные водного реестра
По данным государственного водного реестра России относится к Камскому бассейновому округу, водохозяйственный участок реки — Белая от Юмагузинского гидроузла до города Салавата, без реки Нугуш (от истока до Нугушского гидроузла), речной подбассейн реки — Белая. Речной бассейн реки — Кама.
Код водного объекта в государственном водном реестре — 10010200412111100018114.